# أفركلا (إزعنان آيت الشيخ)
أفركلا هو دُوَّار يقع بجماعة أربعاء رسموكة، إقليم تيزنيت، جهة سوس ماسة في المملكة المغربية. ينتمي الدوّار لمشيخة إزعنان آيت الشيخ التي تضم 18 دوار. يقدر عدد سكانه بـ 338 نسمة حسب الإحصاء الرسمي للسكان والسكنى لسنة 2004.

## روابط خارجية
- البوابة الوطنية للجماعات الترابية
- المندوبية السامية للتخطيط